# Marcin Krzywański
Marcin Krzywański (né le 29 août 1975) est un athlète polonais, spécialiste du sprint.

## Biographie
Médaille de bronze sur 4 x 100 m aux Championnats d'Europe de 1998, il a réalisé à deux reprises 10 s 23 sur 100 mètres, la première fois en 1998 et la seconde en 2001.

### Palmarès
| Date | Compétition                   | Lieu     | Résultat | Épreuve   | Performance |
| ---- | ----------------------------- | -------- | -------- | --------- | ----------- |
| 1997 | Championnats d'Europe espoirs | Turku    | 2e       | 4 x 100 m | 39 s 27     |
| 1998 | Championnats d'Europe         | Budapest | 7e       | 100 m     | 10 s 29     |
| 1998 | Championnats d'Europe         | Budapest | 3e       | 4 x 100 m | 38 s 98     |
| 1999 | Championnats du monde         | Séville  | 5e       | 4 x 100 m | 38 s 70     |